# Những bản ballad của Child
Child Ballads (Những bản ballad của Child) là một tuyển tập bao gồm 305 bản ballad truyền thống từ Anh, Scotland và các biến thể tại Mỹ, được sưu tầm bởi Francis James Child trong nửa cuối thế kỷ 19. Phần ca từ cũng như các nghiên cứu của Child đã được giới thiệu trong cuốn "The English and Scottish Popular Ballads" (Những bản ballad đại chúng của người Anh và người Scotland), một tác phẩm dày 2500 trang. Giai điệu của hầu hết các bản ballad này được thu thập và giới thiệu bởi Bertrand Harris Bronson vào khoảng những năm 1960.

## Về các bản ballad
Tác phẩm của Child không phải là công trình nghiên cứu đầu tiên về lĩnh vực này, có khá nhiều tuyển tập bình dân về các khúc ballad tại Anh và Scotland, trong đó cuốn "Reliques of Ancient English Poetry" (Di sản những bài thơ Anh cổ) của Thomas Percy (1765) có thể xem nhưng là tác phẩm mở đường. Cuốn sách này cũng bao gồm các bản ballad tới từ những quốc gia khác. Cấu trúc cuốn sách của Child dựa trên "Danmarks gamle Folkeviser" (Dân ca Đan Mạch xưa cũ) của Svend Grundtvig, phân loại và đánh số các bản ballad cũng như quan tâm đến các dị bản - được xếp cạnh nhau để dễ dàng cho việc so sánh. Do đó, một khúc dân ca (được đánh số từ Child 1 đến Child 305) gồm nhiều biến thể mà Child cho rằng xuất phát từ những câu chuyện giống nhau, mặc dù chúng có thể tách biệt trên nhiều phương diện khác (như khúc "James Hatley). Ngược lại, các bản ballad được phân loại gồm nhiều chuyển ngữ hay bao gồm cả các đoạn thơ cũng được nhận diện.
Các bản ballad bao phủ qua nhiều thời đại khác nhau. Ví dụ, khúc "Judas" xuất hiện từ thế kỷ 13 trong khi bản "A Gest of Robyn Hode" được ấn hành vào khoảng cuối thể kỷ 15 đầu thế kỷ 16. Tuy nhiên, phần lớn các khúc ballad có niên đại vào thế kỷ 17 và thế kỷ 18. Mặc dù một số bản có hơi hướng rất cổ xưa nhưng chỉ duy nhất một ghi chép cho thấy chúng có thể xuất hiện trước thế kỷ 16. Hơn nữa, giai điệu nhiều khúc ballad thể hiện sự tương ứng với nét cũ kỹ trong ca từ. Ngoài ra, tuyển tập của Child còn đi khá sâu so với bất cứ tuyển tập ballad nào xuất hiện tại Anh trước đó.
Nhiều bản ballad của Child được thu thập từ "broadside" (bản nhạc phổ thông được in trên giấy rẻ tiền phổ biến vào khoảng từ thế kỷ 16 đến thế kỷ 19) Không may, Child qua đời trước khi để lại bất cứ bình luận nào về công trình của mình, do đó rất khó xác định chắc chắn động lực khiến Child thực hiện tuyển tập này, cũng như ông đã lựa chọn và loại bỏ các khúc ballad như thế nào.
Các khúc ballad của Child nặng nề và u tối hơn các ca khúc đương thời. Có nhiều chủ đề và tính cách nổi bật trở thành mô - tuýp trong các tác phẩm của Child, có thể kể đến như: sự lãng mạn, sức mê hoặc, hiến dâng, sự quyết tâm, ám ảnh, ghen tỵ, tình yêu bị cấm đoán, điên dại, nỗi ảo tưởng, cắn rứt lương tâm, nỗi đau đớn từ thực tại, các hiện tượng siêu nhiên, hành động siêu nhiên, các sinh vật nửa người, tuổi niên thiếu, xung đột gia đình, sự táo tợn ngoài vòng pháp luật, lạm dụng công quyền, cá cược, nỗi ham muốn, cái chết, nghiệp chướng, sự trừng phạt, tội lỗi, đạo đức, hư không, điên rồ, nhân phẩm, giới quý tộc, danh dự, lòng trung thành, mất danh dự, các câu đố, sự kiện lịch sử, điềm báo, định mệnh, sự tin tưởng, sốc, lừa dối, nguỵ trang, sự phản bội, thất vọng, báo thù, bạo lực, mưu sát, sự tàn ác, các cuộc chiến đấu, lòng dũng cảm, chạy trốn, lưu vong, cứu rỗi, sự tha thứ, các thử nghiệm, sự yêu đuối của con người và các anh hùng dân tộc.
Một số bản ballad của Child đề cập đến các sự kiện lịch sử, nhận vật lịch sử góp phần làm tăng thêm kịch tính. Trong một số khúc ca khác, các câu chuyện cổ tích hoặc đơn giản được phổ nhạc, hoặc được thay đổi các nhân vật. Một phần lớn của tuyển tập nói về Robin Hood, một phần khác là về Vua Arthur. Một số bản ballad có nội dung khá tục tĩu.

## Các bản thu âm hiện đại
Hàng thế kỷ sau khi Child giới thiệu phần ca từ của các bản ballad cổ năm 1857, nhiều ca khúc vẫn chỉ được biết đến tại các vùng vô danh nằm ngoài những cộng đồng truyền thống, bị cô lập giữa sự bành trướng của nền giải trí thành thị đương đại, nằm ngoài những nghiên cứu hàn lâm, văn hóa và chính trị - nơi chúng nhận lẽ ra phải nhận được những giá trị đích thực. Làn sóng phục hưng âm nhạc dân ca vào khoảng giữa thế kỷ 20 đã một lần nữa mang những bản ballad của Child tới công chúng.
Nhiều bản ballad xuất hiện trong những bản thu âm đương đại. Ví dụ trong album "The Return of the Wayfaring Stranger" của Burl Ives phát hành năm 1949 bao gồm 2 ca khúc: "Lord Randall" và "The Divil and the Farmer".
Năm 1956, 4 album chứa 72 bản ballad của Child, thực hiện bởi Ewan MacColl và A.L. Lloyd, được phát hành với tên gọi: "The English and Scottish Popular Ballads, Vols. 1-4".
Năm 1960, John Jacob Niles công bố cuốn sách "The Ballad Book of John Jacob Niles", trong đó ông đã chỉ ra điểm tương đồng giữa những khúc dân ca mình thu thập được tại miền Nam nước Mỹ và Appalachia vào đầu thế kỷ 20 với những bản ballad của Child. Nhiều ca khúc được ông giới thiệu sau đó đã hồi sinh trong làn sóng phục hưng nhạc dân ca, trong đó có thể kể đến "The Riddle Song" ("I gave my love a Cherry"), ca khúc được ông cho rằng có sự liên kết với Child đệ nhất "Riddles Wisely Expounded".
Joan Baez cũng thể hiện 10 khúc ballad của Child và được đưa vào 5 album đầu tiên của cô, những chú thích trong album cũng đã chứng thực điều này. Những album này của Joan Baez đã được tiêu thụ với số lượng lớn tại các nước nói tiếng Anh và cả ở hài ngoại.
Nhiều nhóm nhạc dân ca điện tử người Anh như Fairport Convention, Pentangle và Steeleye Span cũng thu âm các bản ballad này trong sản phẩm của mình, cũng như nhiều nghệ sĩ khác cũng có những bản thu độc lập. "Anthology of American Folk Music" của Harry Smith cũng được ông đưa vào một số bản ballad của Child.
Các bản ballad của Child đôi khi cũng xuất hiện trong sản phẩm của nhiều nhóm nhạc kịch độc lập với dân ca, có thể kể đến bản thu âm "The Unquier Grave" (Child số 78) của Ween phát hành dưới tên gọi "Cold Blows the Wind" và phiên bản "Barbara Allen" (Child số 84) thu âm bởi Everly Brothers, Art Garfunkel và John Travolta (nằm trong album nhạc phim "A Love Song for Bobby Long" năm 2004). Năm 2009, Fleet Foxes thu âm "The Fause Kinight on the Road" tại mặt B của đĩa đơn "Mykonos". Năm 2003, cặp ca sĩ-nhạc sĩ người Mỹ Anais Mitchell và Jefferson Hamer phát hành "Child Ballads" bao gồm 7 ca khúc từ tuyển tập của Francis James Child.

## Các ấn phẩm và phiên bản điện tử của "Hai tuyển tập của Child"
Hai tuyển tập bao gồm 200 bản ballad phổ biến.

### Tuyển tập đầu tiên
- English and Scottish Ballads, gồm 8 tập (Boston: Little, Brown &co., 1857-58)

Đây không phải tuyển tập bao gồm toàn bộ các bản ballad phổ biến dưới tên gọi "Child Ballads" và được đánh số từ 1 đến 305. So sánh với tuyển tập 1882-98, tuyển tập này chứa ít dị bản hơn, ít phê bình học thuật cũng như ít thuật ngữ hơn.
- Tập 1: hiện tượng siêu nhiên và người hùng huyền thoại, thư mục
- Tập 2: bi kịch tình yêu
- Tập 3: bi kịch, ngoài tình yêu
- Tập 4: tình yêu, ngoài bi kịch
- Tập 5: Robin Hood
- Tập 6: ngoài vòng pháp luật
- Tập 7: lịch sử
- Tập 8: khướu hài hước, châm biếm, tục tĩu, đạo đức, Kinh thánh và những chuyện linh tinh khác, thông số của 8 tập.

### Tuyển tập chính thức
- The English and Scottish Popular Ballads, 10 tập (Boston and Newyork: Houghton, Miflin & Co., 1882-98).

Công trình này bao gồm các chú giải cho toàn bộ các ca khúc (nhằm so sánh các phiên bản khác nhau, liên hệ giữa các ca khúc), phần lời trung bình 5 dị bản cho mỗi ca khúc, một bảng thuật ngữ với 5500 từ cổ cũng như từ Scottland và một bảng chú thích nguồn.  
(Sau khi 10 tập được công bố khoảng 2 năm, Child và nhà xuất bản quyết định chia thành 5 tập với 2 phần cho mỗi tập, nhiều tác giả sau này cũng tham khảo dựa trên sự phân chia mới này. Tuy nhiên các trang vẫn được đánh số theo sự phân chia cũ.)
Về sự khác biệt giữa các bản ballad trong tuyển tập mới và tuyển tập 1857-58 đã được Walter Morris Hart chọn làm một trong 5 chủ đề trong bài viết "Professor Child and the Ballad" công bố năm 1906 của ông.
+The English and Scottish Popular Ballads, 5 tập (Boston and Newyork: Houghton, Mifflin & co., 1898) Tái phát hành phiên bản 10 tập năm 1882-98
+The English and Scottish Popular Ballads, 5 tập (Newyork: Folkore Press, 1956. Newyork: Dover Publications, 1965. Mineola, Newyork: Dover Publications, 2003). Ba bản tái phát hành của phiên bản 5 tập năm 1898.
Bản chỉnh sửa chính xác của The English and Scottish Popular Ballads, 5 tập  (Northfield, Minnesota: Loomis House Press, 2002-2011). Đây là phiên bản chỉnh sửa thứ 2, có thêm lời, thêm chú giải, sửa chữa và nhiều bản nhạc không xuất hiện trong các phiên bản trước đó.